# 普吕尼耶尔
普吕尼耶尔（法語：Prunières，法語發音：[pʁynjɛʁ]）是法国伊泽尔省的一个市镇，属于格勒诺布尔区。

## 地理
普吕尼耶尔（44°53'35"N, 5°45'47"E）面积8.2 平方千米，位于法国奥弗涅-罗讷-阿尔卑斯大区伊泽尔省，该省份为法国东南部内陆省份，北起顺时针与安省、萨瓦省、上阿尔卑斯省、德龙省、阿尔代什省、卢瓦尔省和罗讷省。
与普吕尼耶尔接壤的市镇（或旧市镇、城区）包括：叙斯维尔、科涅、迈尔-萨韦勒、拉莫特圣马尔坦、拉米尔、圣阿雷。

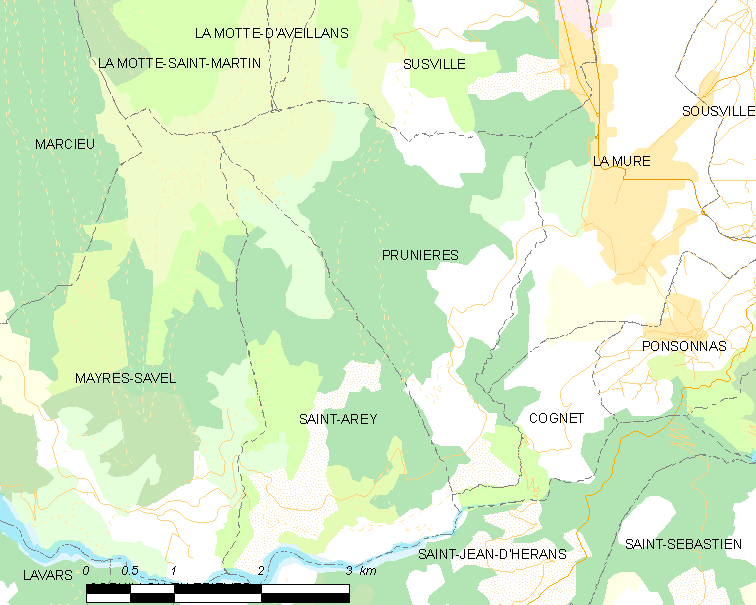
普吕尼耶尔的OSM定位图

普吕尼耶尔的时区为UTC+01:00、UTC+02:00（夏令时）。

## 行政
普吕尼耶尔的邮政编码为38350，INSEE市镇编码为38326。

## 政治
普吕尼耶尔所属的省级选区为马泰西讷-特列沃县。

## 人口

1962-2008年间普吕尼耶尔人口变化图示

普吕尼耶尔于2022年1月1日时的人口数量为378人。